# كي (مغني)
كيم كي بوم (بالهانغول: 김기범؛ بالإنجليزية:Kim Ki-bum مواليد 23 سبتمبر 1991) معروف بإسمه الفني كي (بالكورية: 키) هو مغني كوري جنوبي ومقدم برامج، وراقص وعارض وممثل ومصمم أزياء وعضو في فرقة شايني.

## حياته
ولد في 23 سبتمبر 1991 في دايغو، كوريا الجنوبية، عندما أصبح في سن الرابع عشر كان يمثل «مدرسة داي قو يونغ شين المتوسطة» كمتزلج على الماء وتنافس في مسابقات التزلج على الماء. وفي 2006 إنضم إلى وكالة إس إم إنترتينمنت بعد نجاحه في تجارب الأداء، وفي سنة 2007 ظهر كراقص خلفي في فيلم سوبر جونيور «أتاك أون ذا بين-أب بويز» وأستمر في التدرب في إس إم إنترتينمنت إلى أن ترسم كعضو في فرقة شايني عندما كان عمره 16 في عام 25 مايو 2008.

## ديسكوغرافيا
| العنوان                                        | السنة | المركز في المخططات       | المركز في المخططات | الألبوم                       |
| العنوان                                        | السنة | كوريا مخطط غاون للموسيقى | بيلبورد كي-بوب     | الألبوم                       |
| ---------------------------------------------- | ----- | ------------------------ | ------------------ | ----------------------------- |
| "Healing" (تراكس بالتعاون مع كي)               | 2010  | —                        | —                  | ألبوم تراكس المصغر            |
| "Boys & Girls" (غيرلز جينيريشن بالتعاون مع كي) | 2010  | 25                       | —                  | أوه!                          |
| "Barbie Girl" (جيسيكا جونغ بالتعاون مع كي)     | 2010  | —                        | —                  | جولة غيرلز جينيريشن الموسيقية |
| "One Dream" (بوا كون بالتعاون مع هنري لاو وكي) | 2012  | 34                       | 51                 | فقط واحد                      |
| "Two Moons" (إكسو بالتعاون مع كي)              | 2012  | —                        | 14                 | ماما                          |
| "Hold On" (أكسودس بالتعاون مع كي)              | 2015  | —                        | —                  | بدون ألبوم                    |

### أو أس تي
| العنوان                     | السنة | المركز في المخططات | المركز في المخططات | الألبوم                                          |
| العنوان                     | السنة | مخطط غاون للموسيقى | أميركا بيلبورد     | الألبوم                                          |
| --------------------------- | ----- | ------------------ | ------------------ | ------------------------------------------------ |
| "Bravo" (بالتعاون مع ليتوك) | 2011  | —                  | —                  | تاريخ سالاريمان" أو أس تي                        |
| "Key of Secret"             | 2016  | —                  | —                  | أنميشين المغامرة السحرية-كريستال الظلام أو أس تي |
| "Cool" (بالتعاون مع دويونغ) | 2016  | 281                | —                  | فرقة المهام 38" أو أس تي                         |

## فيلموغرافيا

### الأفلام
| السنة | العنوان                 | الدور     | ملاحظات                                    | مراجع  |
| ----- | ----------------------- | --------- | ------------------------------------------ | ------ |
| 2007  | أتاك أون ذا بين-أب بويز | راقص خلفي | ظهور بسيط                                  |        |
| 2012  | أنا.                    | كنفسه     | فيلم وثائقي إس إم تاون                     | [ 13 ] |
| 2015  | إس إم تاون ذا ستايج     | كنفسه     | فيلم وثائقي إس إم تاون                     | [ 14 ] |
| 2016  | سول فاشن                | كنفسه     | فيلم وثائقي بالتعاون بين جي تي بي سي وCeCi | [ 15 ] |
| 2019  | فريق الاصطدام والهروب   | دونغ سوو  | دور ثانوي                                  | [ 16 ] |

### المسلسلات
| السنة | العنوان                         | الدور         | القناة   | ملاحظات    | مراجع  |
| ----- | ------------------------------- | ------------- | -------- | ---------- | ------ |
| 2011  | Moon Night '90                  | لي هيون دو    | إمنت     | حلقة ديوكس | [ 17 ] |
| 2012  | Salamander Guru and The Shadows | كنفسه         | أس بي أس | ظهور بسيط  | [ 18 ] |
| 2016  | Drinking Solo الموسم 1          | كيم كي بوم    | تي في إن | دور مساعد  | [ 19 ] |
| 2017  | The Guardians                   | جونغ كيونغ سو | إم بي سي | دور رئيسي  | [ 20 ] |

## وصلات خارجية
- الموقع الرسمي
- كي على موقع IMDb (الإنجليزية)
- كي على موقع ميوزك برينز (الإنجليزية)
- كي على موقع أول ميوزيك (الإنجليزية)
- كي على موقع ديسكوغز (الإنجليزية)
- كي على موقع قاعدة بيانات الفيلم (الإنجليزية)